# Брега
Брега, позната и као Мерса Брега, (арап. مرسى البريقة‎, латиницом Marsā al Burayqah) комплекс је неколико мањих градова и индустријских зона у Либији на обали залива Сидра. До 2007. Брега је била у саставу општине Аџдабија која је тада припојена општини Ал Вахат.
У граду се налази важна рафинерија нафте, а град је главни извозни центар за либијску нафту. У њему се налази један од пет нафтних терминала у источном делу Либије. Током Рата у Либији 2011. дошло је до застоја у раду рафинерије и извозу нафте.